# Dani raja (1978.)
Dani raja, također Božanstveni dani (eng. Days of Heaven) je američki film iz 1978. redatelja Terrencea Malicka.
Radnja se odvija u godinama pred 1. svjetski rat.  Nakon što u sukobu nehotice ubije nadzornika, siromašni tvornički radnik Bill bježi iz grada.  S njim putuju mlađa sestra i njegova djevojka Abby.  Kako bi izbjegli ogovaranje Bill predstavlja i Abby kao svoju sestru.  Pronalaze posao na osamljenoj farmi u Teksasu čiji je vlasnik bogat ali teško bolestan mladić.  Njemu se svidi Abby, a Bill je nagovori da se uda i pokupi nasljedstvo.  Ona to prihvati.  No zdravlje njezinog novog muža se naglo poboljša, ona se počinje zaljubljivati u njega, a Bill postaje ljubomoran.
Film je dobro prihvaćen od strane kritičara.  Posebno je hvaljen snimateljski rad i izbor lijepih scena inače karakterističnih za Malickove filmove.  Mnoge scene snimane su u jutarnjim i večernjim satima čime su postignuti posebni efekti osvjetljenja (nebo bez sunca).  Snimanje se odvijalo u Alberti (Kanada).  Za vrijeme postprodukcije, Malick je proveo dvije godine na montaži pri čemu je izbacio mnoge scene dijaloga i zamijenio ih pripovjednim ulomcima Linde Manz koja u filmu glumi mladu sestru.  Da bi upotpunio film, godinu dana nakon završetka snimanja pozvao je glumce da snime dodatne scene.  
Snimatelj Néstor Almendros dobio je Oscara i još nekoliko nagrada za najbolju fotografiju (na izradi je također sudjelovao i snimatelj Haskell Wexler) a Malick je, kao najbolji režiser, nagrađen u Cannesu i od strane američkih filmskih kritičara.  Osim toga, film je bio nominiran za Oscara i u kategorijama izrada kostima, zvučni efekti i originalna glazba.  Glazbu je izradio Ennio Morricone uz korištenje melodije iz Saint-Saënsova djela Karneval životinja: Akvarij.  2007. film je uvršten u američki Nacionalni filmski registar kao kulturno, povijesno ili estetski značajno djelo.  
Malick je, prema tvrdnjama američkog novinara Petera Biskinda, imao poteškoća kod izrade filma i sukobljavao se s Gereom i producentima.  Nakon završetka bio je toliko iscrpljen da je preselio u Pariz i nije snimio nijedan film sljedećih dvadeset godina.

## Radnja
Radnja započinje u tvornici: u nehumanim radnim uvjetima, uz zaglušujuću buku, mladi radnik Bill se sukobljava s nadzornikom.  Svađa preraste u fizički sukob i Bill nehotice ubija protivnika udarivši ga lopatom.  Odmah odluči pobjeći iz Chicaga;  sa sobom vodi mlađu sestru Lindu i svoju djevojku Abby koju također predstavlja kao sestru da izbjegnu ogovaranja ljudi koje sreću na putovanju.
Zajedno s brojnim lutajućim radnicima, pronalaze sezonsko zaposlenje u vrijeme žetve na osamljenoj teksaškoj farmi.  Bill postaje sve nezadovoljniji teškim radnim uvjetima i ohološću koju nadzornici pokazuju spram radnika.  Vlasnik imanja je bogat, privlačan i ponešto povučen mladić.  Dok osamljen luta svojim imanjem, on opaža lijepu Abby, ali oklijeva i ne poduzima ništa kako bi joj se približio.
Dok iz liječnikovih kola krade lijek za Abby, Bill slučajno čuje razgovor iz kojeg sazna kako je mladi vlasnik teško bolestan te mu ostaje tek oko godinu dana života.  Farmer, sada svjestan da nema puno vremena, skuplja hrabrosti i približava se Abby.  Pritisnut siromaštvom i brigama za njihovu budućnost, Bill je nagovara da prihvati gazdino udvaranje, uda se i zatim pokupi veliko nasljedstvo koje će joj pripasti nakon muževe skore smrti.  Njoj se ta ideja ne sviđa, ali Bill, kojemu je dosta siromaštva, inzistira.  Nakon završetka žetve, radnici napuštaju farmu, a Abby ostaje u farmerovoj kući zajedno sa svojim bratom i sestrom.  
Uslijedi vjenčanje.  Abby isprva osjeća krivnju i nesretna je, no na bračnom putovanju uživa i počne se zbližavati s mužem.  Bill je zadovoljan zbog novostečene materijalne sigurnosti i činjenice da ne mora po čitav dan raditi, ali počinje mu smetati činjenica da je Abby s drugim muškarcem.  Njegovo zdravstveno stanje se stabilizira i postaje jasno da neće tako brzo umrijeti.  Za vrijeme zajedničkog lova, Bill pomišlja na ubojstvo.
Farmerov stari upravitelj sumnja da su njih dvoje prevaranti.  Očinski zabrinut, upozorava svojeg poslodavca na što se mladić naljuti, ali i sam počinje razvijati sumnju.  Istodobno, Bill uviđa da Abby voli svojeg muža.  Ljutit napušta farmu i vraća se tek nakon nekoliko mjeseci.  Svjestan da je sam kriv za nastalu situaciju, želi se konačno oprostiti od nje i otići.  No njezin muž ih vidi zajedno i to ga razbjesni.  Dok farmom haraju skakavci, Bill pomaže da ih se istjera dimom.  Farmer nasrće na njega i u bijesu izazove požar koji uništava cijelo polje.  Bill ga u samoobrani ubije i bježi s Lindom i Abby.  Farmerov stari upravitelj organizira potjeru i nakon nekog vremena ih pronalaze.  Bill pruža otpor i ubiju ga.  Abby, otprije shrvana krivnjom zbog svega što se dogodilo, smješta Lindu u djevojačku školu i ukrcava se na vlak koji prevozi vojnike, vjerojatno kako bi radila kao bolničarka (vrijeme je 1. svjetskog rata).  Linda sreće svoju staru prijateljicu, koju je upoznala dok su radili na farmi, i s njom pobjegne iz škole bez ideje kamo će otići.

## Vanjske poveznice
- Dani raja u internetskoj bazi filmova IMDb-a